# Nomada vallesina
Nomada vallesina là một loài Hymenoptera trong họ Apidae. Loài này được Cockerell mô tả khoa học năm 1906.